# نيت سويفت
نيت سويفت (بالإنجليزية: Nate Swift)‏ هو لاعب كرة قدم أمريكية أمريكي، ولد في 24 أغسطس 1985 في هوتشينسون في الولايات المتحدة.